# Aphycoides niger
Aphycoides niger är en stekelart som först beskrevs av Hoffer 1957.  Aphycoides niger ingår i släktet Aphycoides och familjen sköldlussteklar. Inga underarter finns listade i Catalogue of Life.